# Giuseppe Alleruzzo
Giuseppe Alleruzzo detto Pippo (Paternò, 21 febbraio 1935 – Paternò, 29 maggio 2019) è stato un mafioso e collaboratore di giustizia italiano.

## Biografia
Cognato di Francesco Ferrera detto "Cavadduzzu" (primo cugino del boss catanese Benedetto Santapaola) e boss mafioso della sua città natale, dopo l'omicidio del figlio, Santo, e della moglie, Lucia Anastasi, avvenuti fra luglio e agosto 1987, decise di collaborare con la giustizia, permettendo la ricostruzione degli omicidi commessi da Cosa nostra nel cosiddetto "triangolo della morte" compreso tra i paesi di Adrano, Paternò e Biancavilla, a seguito della violenta guerra scoppiata fra il 1981 e il 1987 per l'omicidio di Antonino Scalisi, vecchio capomafia di Adrano legato ai clan Ferlito-Pillera e Laudani.
Arrestato nel 1986 dopo dieci anni di latitanza a casa della sua amante, dopo gli omicidi dei familiari del 1987, chiese un colloquio con il sostituto procuratore Giuseppe Gennaro per iniziare la collaborazione. Le sue dichiarazioni permisero ai carabinieri di colpire con 81 arresti le cosche di Paternò, Belpasso, Biancavilla, Adrano e Palagonia. È stato accusato degli omicidi di Placido e Antonino Fiorello e di Angelo Ingrassia. Il maxi-processo scaturito dalle sue dichiarazioni che contava ben 95 imputati appartenenti alle cosche catanesi si concluse nel 1992 con diciannove condanne all'ergastolo.
Nel 1997 venne attuata un'altra vendetta nei suoi confronti: venne ucciso a Paternò il nipote omonimo Giuseppe Alleruzzo, e in seguito un altro esponente del clan Luigi Panebianco. Tornato in libertà nel 2009, il boss paternese fu nuovamente arrestato nel 2012 nel suo podere in contrada Porrazzo, dove i carabinieri hanno trovato armi, munizioni e droga: sembra infatti che Alleruzzo, la cui collaborazione con la giustizia è stata discontinua, volesse riorganizzare il proprio clan.